# YOU・遊・気分 土曜だ!ぴょん
YOU・遊・気分　土曜だ!ぴょん（ゆうゆうきぶん・どようだ!ぴょん）とは長野放送で2001年10月から2003年12月まで放送されていたローカル番組である。

## 概要
- お笑い芸人の土田晃之が長野の魅力を紹介する番組であった。また番組のマスコットキャラクター「どよぴょんくん」が長野各地から中継するコーナーもあった[1]。2001年12月には長野市で番組が主催し、MCの土田が所属する太田プロダクションの若手芸人のライブも行われた[1]。

## MC
- 土田晃之
- 御影倫代（当時・長野放送アナウンサー）

## 出演者
- 末吉くん - 有吉弘行の代役・後続として、最終回まで出演[1]。次番組の『土曜はこれダネッ!』で2020年3月までMCを務める[2]。
- インスタントジョンソン
- ブラックパイナーSOS
- 劇団ひとり - 中継レポーターとして最初の1年間出演[1][2]。
- 有吉弘行 - 劇団ひとり卒業後の中継レポーター。信州の県民性が故に自身の芸風をなかなか受け入れてもらえず、わずか2ヶ月で降板[1]に追い込まれた。1回休んだ際に代役で出演した末吉くんはそのままレギュラーとなった[2][3]。

## エピソード
- 番組開始前の2001年7月28日に当番組のパイロット版が放送された、なおそれには土田の元相方である対馬盛浩も出演していた[2]。
- なお番組マスコットキャラクターのどよぴょんくんの正体は劇団ひとりであったが、2001年12月に行われた番組主催のお笑いライブは次のどよぴょんを決める為であり、一番面白かった人が次のどよぴょんくんという事になったが、結局劇団ひとりが勝利し、翌週からも劇団ひとりがどよぴょんくん続投となった。